# Urszula Sadkowska
Urszula Sadkowska, née le 6 février 1984 à Olsztyn, est une judokate polonaise.

## Palmarès

### Jeux olympiques
- Jeux olympiques de 2012 à Londres (Royaume-Uni) :
  - Qualifiée en catégorie des plus de 78 kg
- Jeux olympiques de 2008 à Pékin (Chine) :
  - Éliminée au premier tour en catégorie des plus de 78 kg

### Championnats d'Europe
- Championnats d'Europe 2010 à Sofia (Bulgarie) :
  -  Médaille de bronze en plus de 78 kg.
  -  Médaille d'argent par équipes.
- Championnats d'Europe 2009 à Tbilissi (Géorgie) :
  -  Médaille d'argent en plus de 78 kg.

### Tournois et Masters
- Tournoi World Cup de Prague
  - 1re en 2007 et 2e en 2009
- Tournoi Grand Chelem de Paris de judo
  - 2e en 2008 du Tournoi Super World Cup
- Tournoi World Cup de Madrid
  - 1re en 2009
- Tournoi World Cup de Budapest
  - 3e en 2010
- Tournoi World Cup de Varsovie
  - 2e en 2012, 3e en 2006 et 2010
- Tournoi World Cup de Prague
  - 1re en 2007 et 3e en 2009
- Masters mondial de judo
  - 3e en 2010